# District de Nabarangpur
 (mai 2025).
Si vous disposez d'ouvrages ou d'articles de référence ou si vous connaissez des sites web de qualité traitant du thème abordé ici, merci de compléter l'article en donnant les références utiles à sa vérifiabilité et en les liant à la section « Notes et références ».
Le district de Nabarangpur est un district de l'État de l'Odisha (Inde), ayant la ville de Nabarangpur pour chef-lieu.

## Géographie
Sa population compte 1 220 946 habitants (recensement de 2011).